# Акоп Санахнеци
Ако́п Санахнеци́ (арм. Հակոբ Սանահնեցի), также Ако́п Карапнеци́  (арм. Հակոբ Քարափնեցի), — армянский историк, музыкант, церковный деятель XI века.

## Биография
Образование получил в монастыре Санаин, под руководством Диоскороса Санахнеци. Известен как автор исторического труда  — «Хронография Акопа вардапета», который стал основным источником для «Хронографии» Маттеоса Урхаеци. Последний называет Акопа Санахнеци «знатоком Священных Писаний». В 1065 году участвовал в Константинопольской встрече армянских и византийских церковных деятелей, где, согласно свидетельствам очевидцев, «сильно критиковал греческих священников, но под давлением императора Константина Дукы был вынужден подписать унию армянской и византийской церквей». Позже этот документ был разорван Гагиком II в присутствии императора.
«Хронография» Санахнеци дошла до нас только в отрывках. Акоп занимался также церковной музыкой, писал шараканы, самым известным из которых является «Анскзбнакан Цоцо Хор» (арм. «Յանսկզբնական ծոցոյ Հօր»).